# Khindakh
Khindakh (en rus: Хиндах) és un poble del Daguestan, a Rússia, que el 2019 tenia 1.229 habitants. Pertany al districte rural de Gunib.